# Boke
Boke is een plaats in de Duitse gemeente Delbrück, deelstaat Noordrijn-Westfalen, en telt 2.670 inwoners (31 december 2019).
De plaatsnaam zou een verbastering zijn van de boomnaam beuk. De  Bracke (jachthond), kwam in 1355 al voor in het wapen van de met jachtrecht begiftigde edelman Bernd von Hörde, die te Boke in of voor dat jaar een kasteel had laten bouwen. Dit verklaart de brak in het wapen van de voormalige gemeente. Van het kasteel Boke is niets bewaard gebleven.
In 836 werd het grootste deel van de relieken van de heilige Landelinus van Crespin vanuit het door de Vikingen bedreigde Frankrijk naar Boke overgebracht. In 1104 werden deze, op een armreliek van de heilige na, naar een klooster bij Korbach overgebracht.

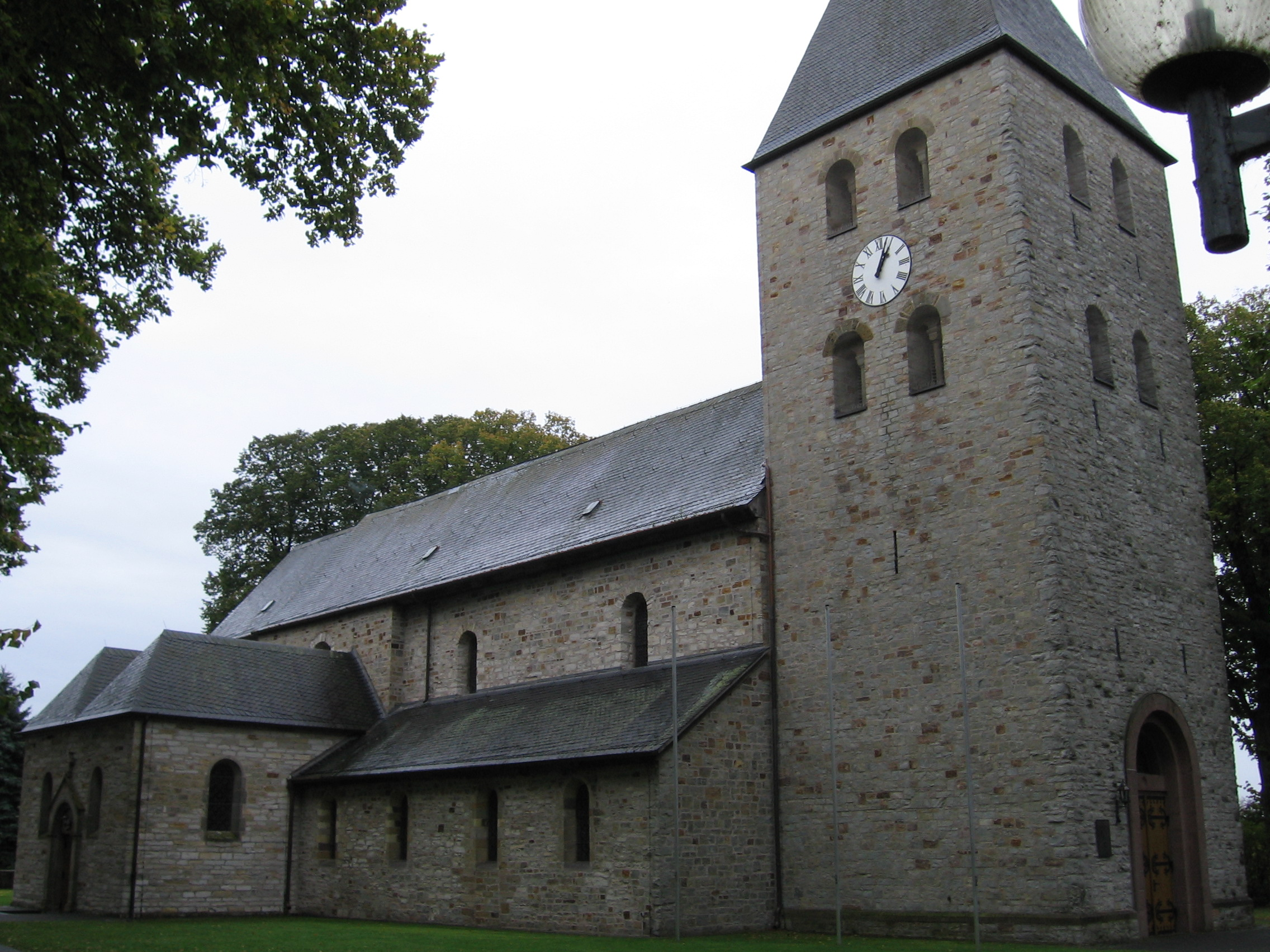
St. Landelinuskerk te Boke
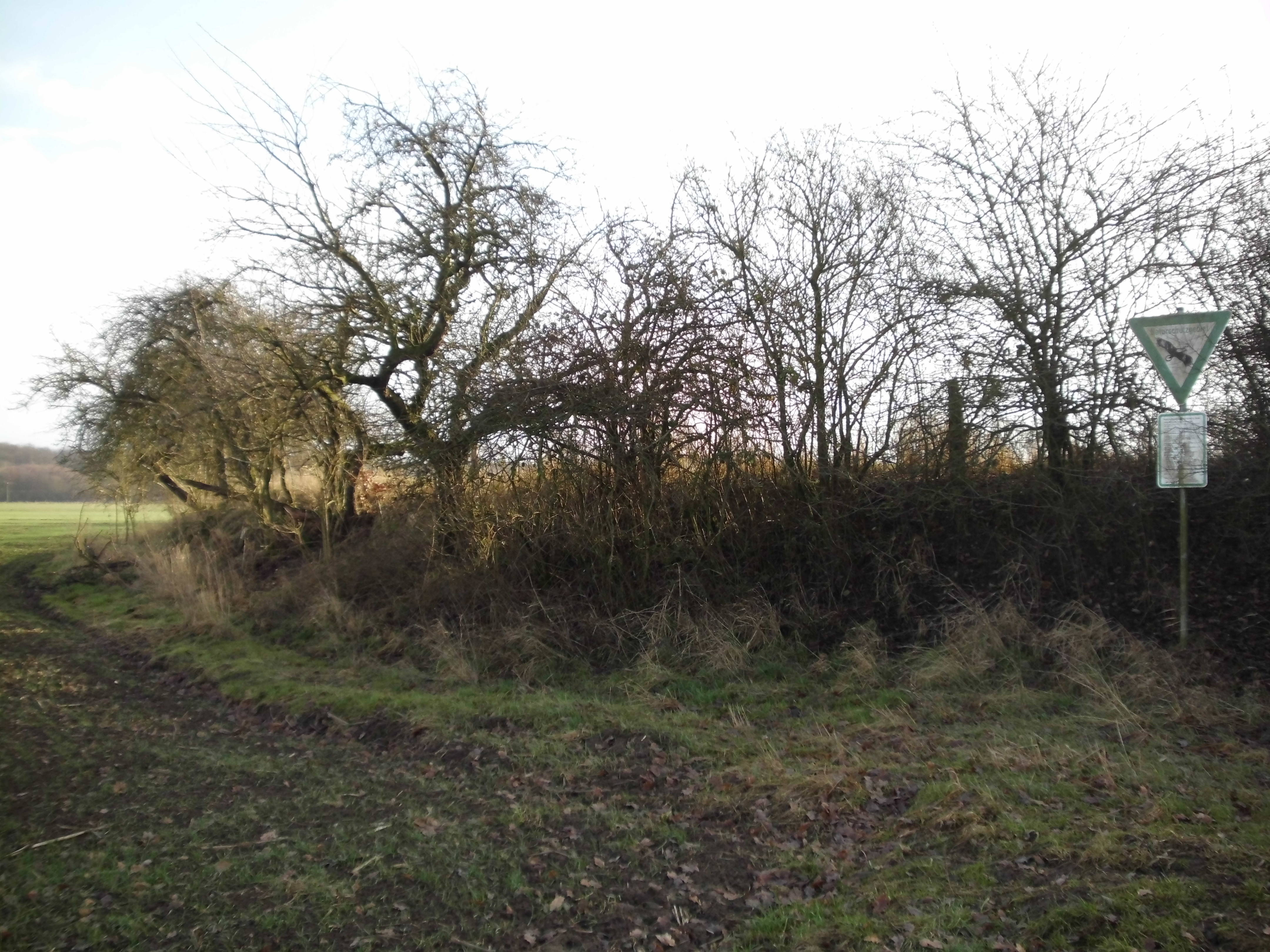
Hünenburg im Barbruch, restant van een voormalige ringwal ten oosten van Boke

In de rooms-katholieke St. Landelinuskerk te Boke, die in de 12e eeuw in romaanse stijl gebouwd werd, en in 1891 en 1921 werd uitgebreid, bevindt zich het gouden reliekschrijn met daarin de arm van St. Landelinus. Daarnaast bezit de kerk o.a. een 15e-eeuwse piëta.
Boke heeft een jumelage met Quérénaing in Noord-Frankrijk.